# Cheorwon
Cheorwon (Koreaans: 철원군, Cheorwon-gun), ook wel gespeld als Chorwon  is een district in het noordwesten de provincie Gangwon-do in Zuid-Korea. Het district telde 44.699 inwoners in 2020 en grenst aan de gelijknamige district in de Noord-Koreaanse provincie Kangwŏn-do.

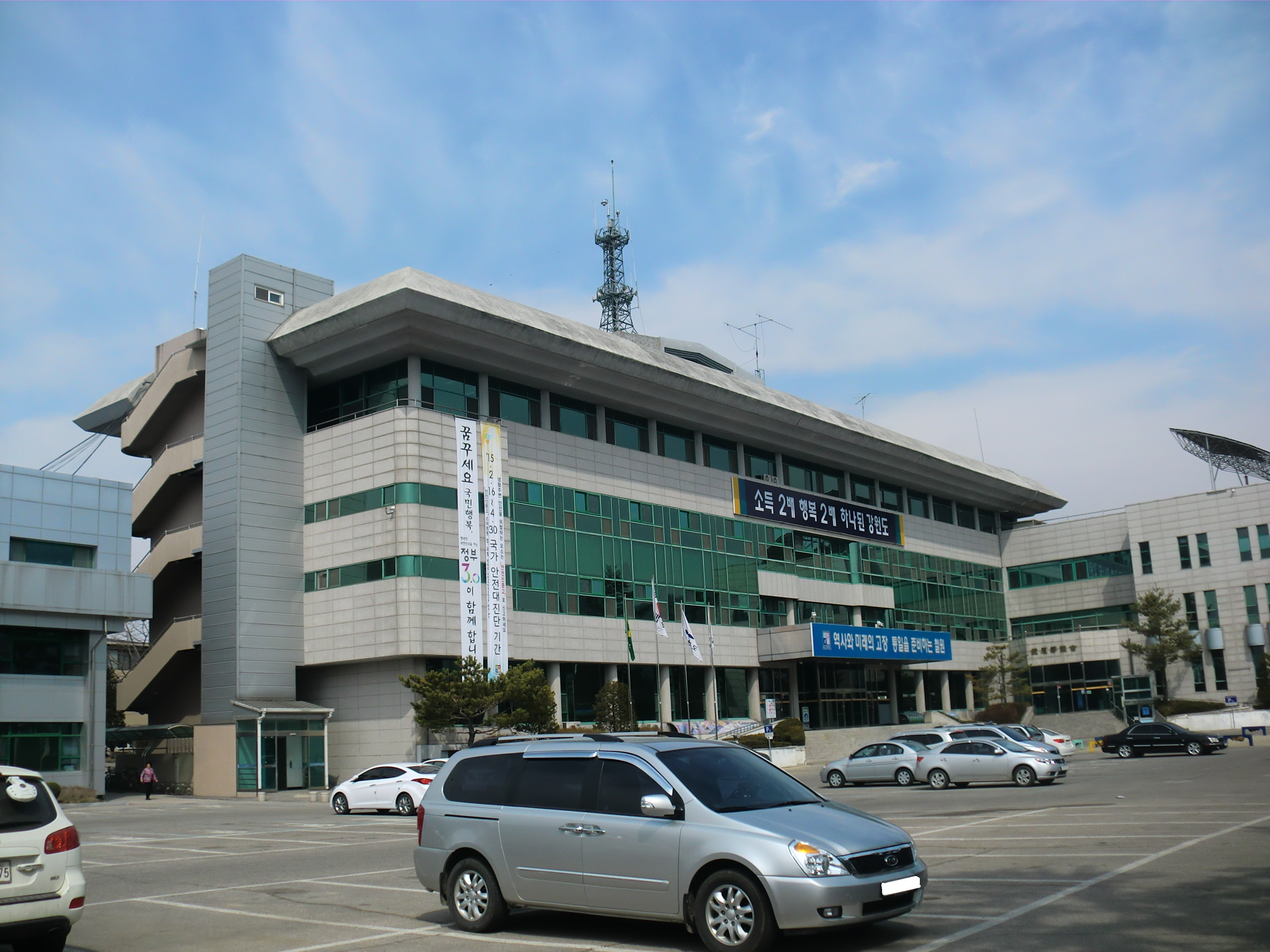
Het gemeentehuis van Cheorwon

## Stedenbanden
Goseong heeft 2 partnersteden, beide in Azië.
- Seogwipo, Jeju
- Gangnam, Seoul